# Arroyo Quebracho (Cerro Largo)
Der Arroyo Quebracho ist ein Fluss im Osten Uruguays.
Der kleine Fluss entspringt in der Cuchilla Grande und verläuft auf dem Gebiet des Departamento Cerro Largo mit einigen Kilometern Abstand nahezu parallel zum Arroyo Fraile Muerto in nordwestliche Richtung. Er mündet schließlich als rechtsseitiger Nebenfluss in den Arroyo Tupambaé.
→ siehe auch: Liste der Flüsse in Uruguay